# Irmtraud Götz von Olenhusen
Irmtraud Götz von Olenhusen, geb. von Hinüber (* 4. Oktober 1952 in Celle) ist eine deutsche Historikerin. Sie war seit 2002 Inhaberin des Lehrstuhls für Neuere und Neueste Geschichte am Institut für Geschichtswissenschaften der Universität Düsseldorf.

## Leben und Wirken
Irmtraud Götz von Olenhusen wurde als drittes von fünf Kindern des Arztes Hans von Hinüber (1916–1979) und seiner Frau Herta, geb. Techler (1925–1994), einer Krankenschwester, in Celle geboren. Nach dem Abitur studierte sie die Fächer Geschichte, Philosophie und Germanistik an den Universitäten Berlin und Freiburg. 1983 wurde sie mit einer Arbeit über Generationen in der Weimarer Republik bei Hans-Günter Zmarzlik an der Universität Freiburg promoviert. Dort habilitierte sie sich 1992.

## Schriften (Auswahl)
Monografien
- Jugendreich, Gottesreich, Deutsches Reich. Junge Generation, Religion und Politik 1928–1933 (= Edition Archiv der Deutschen Jugendbewegung. Bd. 2). Verlag Wissenschaft und Politik, Köln 1987, ISBN 3-8046-8684-2 (Dissertation, Universität Freiburg, 1983, unter dem Titel Generationen in der Weimarer Republik).
- Klerus und abweichendes Verhalten. Zur Sozialgeschichte katholischer Priester im 19. Jahrhundert: die Erzdiözese Freiburg (= Kritische Studien zur Geschichtswissenschaft. Bd. 106). Vandenhoeck und Ruprecht, Göttingen 1994, ISBN 3-525-35769-9 (Habilitationsschrift, Universität Freiburg, 1992).

Herausgeberschaften
- Wunderbare Erscheinungen. Frauen und katholische Frömmigkeit im 19. und 20. Jahrhundert. Schöningh, Paderborn u. a. 1995, ISBN 3-506-76178-1.
- Frauen unter dem Patriarchat der Kirchen. Katholikinnen und Protestantinnen im 19. und 20. Jahrhundert (= Konfession und Gesellschaft. Bd. 7). Kohlhammer, Stuttgart 1995, ISBN 3-17-013906-1.
- 1848/49 in Europa und der Mythos der Französischen Revolution. Vandenhoeck und Ruprecht, Göttingen 1998, ISBN 3-525-01367-1.
- mit Albrecht Götz von Olenhusen: Von Goethe zu Google. Geistiges Eigentum in drei Jahrhunderten. düsseldorf university press, Düsseldorf 2011.